# Коупленд (Оклахома)
Коупленд (англ. Copeland) — переписна місцевість (CDP) в США, в окрузі Делавер штату Оклахома. Населення — 1511 особа (2020).

## Географія
Коупленд розташований за координатами 36°39′49″ пн. ш. 94°49′38″ зх. д. / 36.66361° пн. ш. 94.82722° зх. д. (36.663723, -94.827150).  За даними Бюро перепису населення США в 2010 році переписна місцевість мала площу 18,95 км², з яких 18,89 км² — суходіл та 0,06 км² — водойми.

## Демографія
Згідно з переписом 2010 року, у переписній місцевості мешкало 1629 осіб у 722 домогосподарствах у складі 494 родин. Густота населення становила 86 осіб/км².  Було 1021 помешкання (54/км²).
Расовий склад населення:
| - 82,0 % — білих - 14,5 % — корінних американців - 0,1 % — азіатів |

До двох чи більше рас належало 2,9 %. Частка іспаномовних становила 1,0 % від усіх жителів.
За віковим діапазоном населення розподілялося таким чином: 17,6 % — особи молодші 18 років, 56,0 % — особи у віці 18—64 років, 26,4 % — особи у віці 65 років та старші. Медіана віку мешканця становила 51,4 року. На 100 осіб жіночої статі у переписній місцевості припадало 102,6 чоловіків;  на 100 жінок у віці від 18 років та старших — 97,9 чоловіків також старших 18 років.
Середній дохід на одне домашнє господарство  становив 47 179 доларів США (медіана — 38 272), а середній дохід на одну сім'ю — 61 253 долари (медіана — 59 605). За межею бідності перебувало 12,9 % осіб, у тому числі 25,5 % дітей у віці до 18 років та 9,6 % осіб у віці 65 років та старших.
Цивільне працевлаштоване населення становило 626 осіб. Основні галузі зайнятості: мистецтво, розваги та відпочинок — 17,1 %, роздрібна торгівля — 15,8 %, освіта, охорона здоров'я та соціальна допомога — 13,3 %, науковці, спеціалісти, менеджери — 12,6 %.